# Мариновский район
Мари́новский райо́н (каз. Мариновка ауданы) — административно-территориальная единица Целиноградской области, существовавшая в 1973—1988 годах.
Административный центр — село Мариновка.

## История
Район образован Указом Президиума Верховного Совета Казахской ССР от 25 декабря 1973 года.
Указом Президиума Верховного Совета Казахской ССР от 9 июля 1988 года Мариновский район упразднён. Территория района была разделена между Астраханским, Атбасарским, Балкашинским, Макинским районами: К Астраханскому району отошёл — Староколутонский сельсовет, к Атбасарскому району — Адырский, Мариновский, Новоалександровский сельсоветы, к Балкашинскому району — Бирликский, Васильевский, Гвардейский сельсоветы, к Макинскому району — Журавлёвский, Красноводский, Новобратский, Острогорский сельсоветы.

## Население
По данным Всесоюзной переписи населения 1979 года, в Мариновском районе проживало 22 554 человек, или 2,79 % населения области. В половом составе мужчины составляли 10 839 чел. или 48,06 %, женщины — 11 715 чел. или 51,94 %. Городское население отсутствовало.